# Canastă

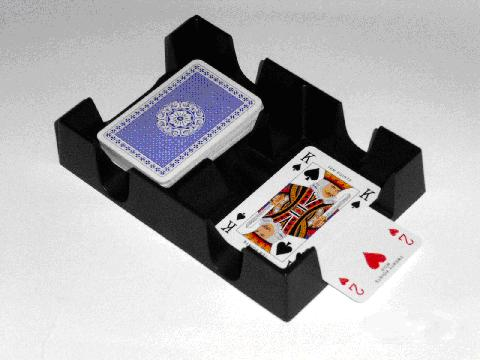
Canastă

Canasta (/kə'næsta/Spaniolă pentru "coș") este un joc de cărți din familia de jocuri remi, fiind o variațiune a jocului 500 Rum. Chiar dacă există multe variante pentru 2,3,5 sau 6 jucători, este cel mai adesea jucat de către patru jucători împărțiți în două echipe, care se joacă cu două pachete obișnuite de cărți. Jucătorii încearcă să facă teancuri de câte 7 cărți de același fel și "coboară" jucând toate carțile din mână. Este singurul joc de echipă din familia Remi care a atins nivelul de joc clasic.
Jocul de Canastă a fost conceput de către Segundo Santos și Alberto Serrato în Montevideo, Uruguay, în 1939. În 1940 jocul s-a extins rapid într-un număr vast de variații în Chile, Peru, Brazilia și Argentina, unde reguliele au fost în continuare rafinate. În 1948 jocul a fost introdus și în Statele Unite fiind denumit jocul de Remi argentinian de către Ottilie H.Reilly în 1949 și Michael Scully de la Coronet Magazine în 1953. Jocul a cunoscut foarte repede un mare boom declanșând o avalanșă de vânzări.

## Reguli ale jocului original de canastă

### Împărțirea cărților
Jocul clasic este pentru patru jucători care formează două echipe. Există însă și variațiuni pentru doi și trei jucători unde fiecare joacă singur sau pentru șase jucători unde se fac doua echipe de câte trei. Dacă partenerii sunt aleși aceștia trebuie să stea în locuri opuse unul față de celălalt. La canastă se folosesc două seturi complete de cărti de joc sau un joc de remi.
Punctajul cărților
| Cartea          | Valoarea                               |
| --------------- | -------------------------------------- |
| 3♥, 3♦          | 100( 800 daca echipa îi are pe toți 4) |
| 4,5,6,7         | 5                                      |
| 8,9,10,J,Q,K    | 10                                     |
| 2 (valoare) A   | 20                                     |
| Joker( valoare) | 50                                     |
| 3♠,3♣,          | 0                                      |

Jucătorul care împarte cărțile este ales la întâmplare sau după o metodă stabilită de comun acord. Trebuie totuși menționat că la canastă cel care împarte cărțile nu se bucură de niciun privilegiu special. Un mic avantaj are jucătorul care începe deoarece acesta primește o carte în plus. Dar acest lucru se realizează în mod rotativ astfel că fiecare jucător primește la un momendat mai multe cărți. Totuși acesta începe jocul fără să mai extragă o altă carte, deci toți jucătorii au același număr de cărți, adică 14. După ce se împart cărțile (sau piesele dacă se joacă cu remi), restul se pun în mijloc și se întoarce o carte. De asemenea se pune "surpriza" reprezentată de tot atâtea cărți cât indică numărul de pe prima carte întoarsă.

### Jocul
În prima fază se etalează cu 50 puncte la care nu este voie să se adauge valori (2 sau Jokeri). 
Dacă unul dintre membrii echipei s-a etalat se consideră că întreaga echipă s-a etalat. După ce se ajunge la un scor de 1500p sau mai mare,se trece la nivelul doi. Jucătorii trebuie să se "coboare" la minimum 90p, dar acum au voie sa foloseasca o valoare.Urmează apoi al treilea prag la 3000p sau mai mult. Etalarea se realizează în momentul în care unul dintre membrii echipei a strâns cel puțin 120p. În acest moment se pot folosi cel mult două valori. Ultimul prag este la 5000 de puncte sau peste și jucătorii trebuie să coboare direct cu canastă. Într-o canastă nu se pot pune mai mult de 2 valori. Jocul se termină când o echipă ajunge la 10000p și inchide. Dacă echipa respectivă nu a închis, jocul continuă.

#### Formarea canastelor
În momentul în care un membru al echipei a coborat celălat are voie să se "lipească" la formațiile lui. În acest fel ei vor reuși să formeze cât mai multe canaste. Jucătorii însă nu au voie să lipească cărți la formațiile adversariilor. 3-ul este singura carte la care nu se poate face canastă. 3-ul de roșu și de galben (în cazul jocului de remi) se schimbă cu o altă carte, dar totuși jucătorul îl pastreaza și pe acela deoarece îi dă puncte in plus, fără însă a-l juca. 3-ul de negru și de albastru se joacă, dar la fel, nu se poate folosi în canastă. Scopul acestuia este de a bloca gramada de cărți astfel că adversarul nu poate lua potul.
O canastă este formată din șapte cărți. Aceasta este curată când cuprinde doar cărți de aceeași valoare sau murdară, când conține și valori( 2 sau jokeri).

#### Luarea potului
După ce jucătorii au coborât luarea potului devine scopul lor principal. Doar în așa fel ei pot să formeze cât mai multe canaste, deci cât mai multe puncte. Cu cât potul este mai mare, cu atât presiunea este mai mare. Potul se poate lua doar după ce jucătorii au coborat la 50, 90, respectiv 120 p. Pentru ca un jucător să poată lua potul acesta trebuie să aibă pe tablă cel puțin două cărți de aceeași valoare cu cea pe care a pus-o peste pot jucătorul dinaintea lui. Când jucătorii au peste 5000p, deci coboară la canastă, jucătorul poate lua potul dacă ultima carte este cea care îi lipsește din canastă.
Potul nu se poate lua când ultima carte este un 3 de negru sau de albastru sau o valoare. Dar 3-ul îl blochează doar pe următorul jucător, pe când valoarea ține potul blocat un tur, până când vine iar rândul celui care a dat respectiva carte.

#### Închisul
Jocul se termină când un jucător coboară cu toate piesele de pe tablă, mai puțin cu una cu care închide. Dar acest lucru se poate întampla numai în momentul în care echipa sa a făcut cel puțin o canastă. În niciun moment al jocului participanții nu pot rămâne fără nici o carte pe tablă. Un jucător nu poate închide dacă adversarul dinaintea sa a dat un trei sau o valoare. Dacă potul se întoarce de trei ori fără ca nici o echipă să închidă, jocul se termină fără ca niciuna dintre echipe să primească bonusul pentru închis.

### Scorul
La sfârașitul fiecărui joc scorul se calculează astfel: se calculează valoarea totală a canastelor iar apoi fiecare carte din interiorul acestora minus cărțile care au rămas pe tabla fiecărui membru al echipei. Echipa care închide primește un bonus de 50p.
Punctajul
| Canasta           | Puncte |
| ----------------- | ------ |
| Curată            | 500    |
| Murdară           | 300    |
| Curată de 1/A     | 1000   |
| Murdară de 1/A    | 500    |
| Canastă de valori | 2000   |

## Canasta pentru doi sau trei jucători
Canasta se poate juca și în mai puțin de patru jucători dar regulile se schimbă puțin. Cea mai semnificativă schimbare se referă la numărul de cărți împărțite la începutul jocului și la faptul că fiecare joacă individual.Într-un joc cu trei participanți, fiecare jucător primește 13 cărți. În unul cu doi, fiecare jucător primește 15 cărți și la fiecare tur trage din gramadă câte două, punând în pot doar una. Dacă fiecare jucător trage două cărți, există cerința adițională ca un jucător să facă două canaste pentru a putea închide.

## Canasta americană
Jocul de canastă este foarte răspândit sub diferite variante, mai ales în Statele Unite. Canasta Americană poate fi găsită în foarte puține cărți. O excepție o reprezintă Scarne's Encyclopedia of Card Games, unde autorul pretinde că ar fi inventat un joc pe care îl numește Canastă Internațională. Cele mai multe dintre elementele Canastei Americane Moderne pot fi găsite în Canasta Intenațională a lui Scarne, dar exista totuși niște diferențe. 
Datorită complexității și regulilor foarte stricte care dau penalizări mari, aceasta variantă nu este cea mai buna pentru incepători. Canasta Clasică este mult mai potrivită pentru aceștia.  

## Alte stiluri naționale de joc

### Canasta Boliviană
Se joacă cu trei pachete de cărți, iar punctajul la care jucătorii trebuie să ajungă pentru a caștiga este de 15000p. Canasta de valori are un punctaj de 2500p. Pentru a închide, o echipă trebuie să aibă cel puțin două canaste. 3-arii de roșu au valoare pozitivă numai dacă jucătorii au realizat două sau mai multe canaste. 3-arii de negru scad 100 de puncte daca jucătorul rămâne cu ei în mână.

### Canasta Braziliană
Este similară cu cea Boliviană dar se joacă doar până la 10000p. Pentru a coborî jucătorii au nevoie de 150p între 5000 și 7000, o canastă între 7000 și 8000, 200 între 8000 și 9000, și o canastă curată de la 9000 în sus. Canasta de valori are 2000 de puncte. O echipă primește 1000 de puncte daca are cinci 3-ari de roșu, sau 1200 daca îi are pe toți șase.

### Canasta din Chile
Este de asemenea asemănătoare cu celelalte două. Se poate juca cu trei(162 cărți) sau patru(216 cărți)pachete.

### Canasta Cubaneză
O varianată cu două pachete de cărți care se joacă până la 7500p. Dacă echipa are mai mult de 5000 de puncte jucătorii trebuie să coboare la 150p. Potul este tot timpul blocat. Canasta de valori are între 2000 și 4000 de puncte, depinde de numarul de 2-ari. 3-arii se punctează numai dacă se face o canasta. Ei valorează 100 unul, 300 doi, 500 trei si 1000 toți patru. 3-arii de negru sunt scoși din joc dacă cinva ia potul. Echipa care scoate 3-arii în acest fel primește 100p.

### Canasta Italiană
Se joacă până la 15000 de puncte, iar potul nu se poate lua niciodată. 

### Canasta Uruguaiană
Acesta este jocul clasic de canastă cu două pachete de cărți. Se poate face canastă de valori care are un punctaj de 2000p.